# Hall Bredning
Hall Bredning is een fjord in de gemeente Sermersooq in Groenland. De fjord ligt in het uiterste noordoosten van de gemeente en onderdeel van de fjord Kangertittivaq (Scoresby Sund). Kangertittivaq gaat vanaf de monding ongeveer 110 kilometer naar het westen en buigt vervolgens naar het noorden en vormt een bekken met een breedte van ruim 40 kilometer. Dit bekken heet Hall Bredning.
Vanuit Hall Bredning heeft de fjord verschillende takken: in zuidwestelijke richting Gåsefjord en Fønfjord (en Rensund), in westelijke richting Øfjord (dat zich splitst in Rypefjord en Harefjord) en in noordwestelijke richting Nordvestfjord. In noordelijke richting gaat het dal van de rivier Schuchert.
Ten westen van Hall Bredning ligt het eiland Milneland, ten oosten het Jamesonland en ten zuiden het Geikieplateau.